# Championnat de France masculin de water-polo 2013-2014
Cet article traite de l'épreuve masculine. Pour la compétition féminine, voir Championnat de France féminin de water-polo 2013-2014.
Navigation
Édition précédente Édition suivante
Douze équipes s'opposent en une série de vingt-deux rencontres pour le compte de la phase régulière de fin septembre 2013 à fin mai 2014. En juin 2014, les quatre meilleures se rencontrent ensuite en phase finale pour le titre de champion et l’attribution des places qualificatives aux coupes d’Europe.

## Les 12 clubs participants
| \| Aix Douai Marseille Montpellier Noisy-le-sec Taverny Sète Strasbourg Lille Reims Senlis Nice \| Localisation des clubs engagés dans le championnat. |
| Aix Douai Marseille Montpellier Noisy-le-sec Taverny Sète Strasbourg Lille Reims Senlis Nice                                                           |

| Club                   | Classement 2013-2014 (après finales) | Entraîneurs (au 24 juin 2012, sinon voir référence) | Piscine                          | Capacité (spectateurs) |
| ---------------------- | ------------------------------------ | --------------------------------------------------- | -------------------------------- | ---------------------- |
| Pays d’Aix Natation    | 6                                    | Alexandre Donsimoni                                 | Piscine Yves Blanc               |                        |
| FNC Douai              | 7                                    | Thomas Bourdet                                      | Piscine des Glacis               |                        |
| CN Marseille           | 2                                    | Olivier Chandieu                                    | Piscine Pierre-Garsau            |                        |
| Montpellier Water-Polo | 1                                    | Fabien Vasseur                                      | Piscine olympique d'Antigone     | 2000                   |
| Olympic Nice Natation  | 3                                    | Samuel Nardon                                       | Piscine Jean-Bouin               |                        |
| CN Noisy-le-Sec        | 5                                    | Pavol Neuhaus                                       | Piscine Édouard-Herriot          |                        |
| Dauphins FC Sète       | 4                                    | Yannick Bonniou                                     | Centre balnéaire Raoul-Fonquerne |                        |
| Team Strasbourg        | 8                                    | Sébastien Bérenguel                                 | Piscine de la Kibitzenau         |                        |
| EN Lille Métropole     | 2 (Nationale 1)                      | Ladislau Balavov                                    | Pisine Marx Dormoy               |                        |
| Reims Natation 89      | 1 (Nationale 1)                      |                                                     |                                  |                        |
| CN Senlis              | 9                                    |                                                     |                                  |                        |
| Taverny 95             | 10                                   | Nicolas Permanne                                    | piscine municipale de Taverny    |                        |

## Classement Pro A 2013-2014
| Rang | Équipe                   | Pts | J  | G  | N | P  | Bp  | Bc  | Diff |
| ---- | ------------------------ | --- | -- | -- | - | -- | --- | --- | ---- |
| 1    | Montpellier WP VC        | 59  | 22 | 19 | 2 | 1  | 340 | 190 | +150 |
| 2    | Olympic Nice Natation CL | 58  | 22 | 19 | 1 | 2  | 332 | 180 | +152 |
| 3    | CN Marseille             | 51  | 22 | 17 | 1 | 4  | 363 | 228 | +135 |
| 4    | DFC Sète                 | 43  | 22 | 14 | 1 | 7  | 267 | 229 | +38  |
| 5    | SN Strasbourg            | 36  | 22 | 12 | 0 | 10 | 273 | 234 | +39  |
| 6    | FNC Douai                | 31  | 22 | 10 | 1 | 11 | 261 | 254 | +7   |
| 7    | Pays d'Aix Natation      | 26  | 22 | 8  | 2 | 12 | 231 | 258 | -27  |
| 8    | CN Noisy-le-Sec          | 25  | 22 | 8  | 1 | 13 | 241 | 32  | +209 |
| 9    | EN Lille Métropole P     | 19  | 22 | 6  | 1 | 15 | 214 | 256 | -42  |
| 10   | Taverny SN95             | 16  | 22 | 5  | 4 | 16 | 195 | 323 | -128 |
| 11   | Reims Natation 89 P      | 13  | 22 | 4  | 1 | 17 | 252 | 372 | -120 |
| 12   | CN Senlis                | 6*  | 22 | 4  | 0 | 18 | 234 | 359 | -125 |

P : promu de National 1 en 2013 ;  : tenant du titre 2013 ; VC : Vice-champion 2013 ; CL : Vainqueur de la Coupe de la Ligue 2014 .
Légende
- Place de qualification pour les play-offs.
- Place de relégué en National 1.

- : équipes ayant eu des pénalités

## Final Four à Montpellier
|  | Demi-finales              | Demi-finales     |                        |        | Finale      | Finale      |
|  | Demi-finales              | Demi-finales     |                        |        | Finale      | Finale      |
|  |                           |                  |                        |        |             |             |
|  | 6 juin 2014               | 6 juin 2014      |                        |        | 7 juin 2014 | 7 juin 2014 |
|  | 6 juin 2014               | 6 juin 2014      |                        |        | 7 juin 2014 | 7 juin 2014 |
|  | [1] Montpellier WP        | 11               |                        |        | 7 juin 2014 | 7 juin 2014 |
|  | [1] Montpellier WP        | 11               |                        |        | 7 juin 2014 | 7 juin 2014 |
|  | [4] DFC Sète              | 4                |                        |        | 7 juin 2014 | 7 juin 2014 |
|  | [4] DFC Sète              | 4                | [1] Montpellier WP     | 13 (4) |             |             |
|  | 6 juin 2014               |                  | [1] Montpellier WP     | 13 (4) |             |             |
|  |                           | [3] CN Marseille | 13 (3)                 |        |             |             |
|  | [2] Olympic Nice Natation | [3] CN Marseille | 13 (3)                 | 8      |             |             |
|  | [2] Olympic Nice Natation |                  |                        | 8      |             |             |
|  | [3] CN Marseille          | 10               |                        |        |             |             |
|  | [3] CN Marseille          | 10               | Match pour la 3e place |        |             |             |
|  |                           |                  |                        |        |             |             |
|  | 7 juin 2014               |                  |                        |        |             |             |
|  |                           |                  |                        |        |             |             |
|  | [2] Olympic Nice Natation | 7                |                        |        |             |             |
|  | [2] Olympic Nice Natation | 7                |                        |        |             |             |
|  | [4] DFC Sète              | 8                |                        |        |             |             |
|  | [4] DFC Sète              | 8                |                        |        |             |             |

## Classements des buteurs
| Rang | Buteur                    | Club                            | Buts |
| ---- | ------------------------- | ------------------------------- | ---- |
| 1    | Bresac Thomas             | Les maures Aux Hydes de Montcuq | 134  |
| 2    | Gratias Milan             | Les pingouins Du BEC            | 92   |
| 3    | CAMARASA Alexandre        | CN Marseille                    | 91   |
| 4    | KRIVOKAPIC Sasa           | Reims Natation 89               | 78   |
| 5    | SUTIC Nikola              | Team Strasbourg                 | 77   |
| 6    | BLARY Romai               | Team Strasbourg                 | 75   |
| 7    | CLAY Yann                 | FNC Douai                       | 71   |
| 8    | CONSTANTIN BICARI Nicolas | CN Marseille                    | 66   |
| 9    | LERMAN Griffin            | Reims Natation 89               | 61   |
| 10   | RADOCZ Zoltan             | EN Lille Métropole              | 60   |

| Source : Classement officiel des buteurs |

## Distinctions
| Titre                      | Nom                                 | Équipe                | Points |
| -------------------------- | ----------------------------------- | --------------------- | ------ |
| Meilleur joueur            | Romain Blary                        | Team Strasbourg       | 32     |
| Meilleur gardien           | Gabor JASZBERENYI                   | Montpellier WP        | 72     |
| Meilleur espoir            | Charles CANONNE                     | FNC Douai             | 41     |
| Meilleur entraîneur        | Samuel NARDON                       | Olympic Nice Natation | 54     |
| Meilleur paire arbitral    | Christophe Vanhems Benjamin Mercier |                       | 37 32  |
| Meilleur club organisateur | -                                   | Montpellier WP        | 63     |